# Nimrod Aloni
Nimrod Aloni (hébreu : נמרוד אלוני) né le 12 juillet 1973 en Israël, est un major général de l'armée israélienne,,,.

## Guerre à Gaza depuis 2023
Aloni aurait été capturé par le Hamas durant la bataille de Réïm le 7 octobre 2023, mais cette accusation a été démontrée comme fausse car Aloni apparaît dans une vidéo le 8 octobre en compagnie d'autres généraux de l'armée israélienne,,.